# Ernesto Ambrosini
Ernesto Ambrosini   (Monza, 29 de setembre de 1894 - Monza, 4 de novembre de 1951) fou un atleta italià, especialista en els 3.000 metres obstacles, que va competir a començaments del segle xx.
El 1920 va prendre part en els Jocs Olímpics d'Anvers, on disputà tres proves del programa d'atletisme. Guanyà la medalla de bronze en la cursa dels 3.000 metres obstacles. En els 3.000 metres per equips fou cinquè i en els 800 metres quedà eliminat en sèries.
Quatre anys més tard, als Jocs de París, disputà dues proves del programa d'atletisme, els 3.000 metres obstacles i els 3.000 metres per equips, però en ambdós casos quedà eliminat en sèries.
Entre 1920 i 1923 guanyà 10 títols nacionals sobre diferents distàncies.

## Millors marques
- 800 metres. 1:59.0 (1920)
- 1.500 metres. 4' 07.3" (1921)
- 5.000 metres. 15' 18.8" (1922)
- 10.000 metres. 32' 46.0" (1923)
- 3.000 metres obstacles. 9' 36.6" (1923)[1][2]